# Conopleura
Conopleura là một chi ốc biển, là động vật thân mềm chân bụng sống ở biển trong họ Conidae, họ ốc cối.

## Các loài
Các loài thuộc chi Conopleura bao gồm:
- Conopleura aliena Smriglio, Mariottini & Calascibetta, 1999[2]
- Conopleura striata Hinds, 1844[3]